# ゴンドワナティタン
ゴンドワナティタン(Gondwanatitan、学名: Gondwanatitan faustoi)は竜脚下目、ティタノサウルス類の恐竜である。現在のブラジルで発見されており、白亜紀後期(およそ7000万年前)の超大陸、ゴンドワナ大陸の一部に暮らしていたと考えられている。他の竜脚類と同様にゴンドワナティタンも比較的背は高かったが、成体でも体長は7メートル程度しかなく、新竜脚類の中では最小種の一つとして知られている。
他の竜脚類と同様に植物食で、草や木の葉などを食べていたと考えられる。アエオロサウルスが最も近縁な種である。
模式種はGondwanatitan faustoiで1999年にアレクサンダー・ケルナー、デ・アゼヴェド（de Azevedo）により記載された。

## 名称
ゴンドワナティタンとはゴンドワナ大陸の巨人の意である。本属の生息域である南アメリカはかつてこの超大陸の一部であったと考えられている。ティタンとはギリシャ神話に登場する巨大な体を持つ古の神々、ティーターン神族に由来する。模式種であり属を構成する唯一の種であるG. faustoiはブラジル国立博物館の学芸員であり本種の発掘を指揮したファウスト・L・デ・ソウザ・クーニャ（Fausto L. de Souza Cunha）が名祖となっている。

## 形態
全長7メートルとかなり小型の竜脚類である。四肢の骨は比較的細い。ハート型の尾椎が特徴的で、これにより尾椎しか残っていなくてもアエオロサウルスとの区別は容易である。
尾椎中央部の椎体は長く伸びており、椎骨には浅いくぼみ状の側窩がある。同様の浅いくぼみ状の側窩は同じティタノサウルス類のサルタサウルス、アラモサウルス、マラウィサウルス、アエオロサウルスにもあることが知られている。
ゴンドワナティタンの尾椎配列では、中央部の神経棘が前方に屈曲している。このような尾椎は、ケダロサウルス、ヴェネノサウルス、アエオロサウルスに類似のものが見られる。

## 分類
ゴンドワナティタンはアエオロサウルス科の系統群に属し、Pitekunsaurus、アエオロサウルス、Overosaurusといった属と近縁である。

## 起源
模式種であるG. faustoiはアダマンティナ・フォーメーション（地層）から見つかっている。その他ゴンドワナティタン属の化石はカンバベ層（Cambabe Formation）からも見つかっている。

## 歴史
模式種であるG. faustoiは1983年にブラジル、サンパウロのヨシトシ・ミゾブチの農場から見つかった。この化石は1984年から1986年にかけて発掘されたが、本格的な調査は1997年まで行われなかった。その後1999年にようやく新種として記載された。2001年にはG. faustoiは一時的にアエオロサウルスに分類されたものの、以降は別の属とみなされている。